# Liptovská Osada
Liptovská Osada je obec na Slovensku v okrese Ružomberok v Žilinském kraji. Žije v ní přibližně 1 600 obyvatel.

## Historie
Území obce bylo osídleno již na přelomu 11. a 12. století. Tehdy zde vznikla benediktinského poustevna (zmiňovaná jako Gothal, boží domky), kolem níž postupně vyrostla osada. První písemná zmínka o ní se datuje roku 1288. Další písemná zmínka týkající se území dnešní Liptovské Osady je z roku 1340, v listině Karla Roberta I., v níž určoval katastr Ružomberka až po poustevnu nacházející se na soutoku řeky Lúžňanky a Revúce.
Obec se postupně vyvíjela tak, že roku 1649 zde byl postaven dřevěný kostel. Církevně patřila osada pod Ružomberok, ale v roce 1752 se osamostatnila s filiálkami Revúce a Lúžna. V 18. století byla v Liptovské Osade zřízena stálá stanice císařsko-královské pošty s dostavníkovou dopravou, která určila i obecní znak. V roce 1908 byla postavena úzkorozchodná železnice na trase Ružomberok - Liptovská Osada - Korytnica, místními obyvateli přezdívaná Korytnička. V roce 1926 v obci vznikla Československá církev husitská a byl postaven jediný kostel této církve na území Slovenska. Během druhé světové války zde byla shozena první paradesantní skupina na Slovensku kapitána Veličky. Obec se zapojila do Slovenského národního povstání a v obci bylo velitelství 6. taktické skupiny, pod vedením kapitána (později generála) Vesela.
Administrativní součástí obce je i osada Korytnica–kúpele. V obci působil Jozef Cehuľa, básník a skladatel duchovních písní.

## Přírodní poměry
V katastrálním území obce leží přírodní rezervace Kozí chrbát, chráněný areál Revúca a zasahuje do něj také část národní přírodní rezervace Skalná Alpa.

## Rodáci
- Ján Kavan, architekt
- Jozef Schubert, vysokoškolský pedagog
- Bohuslav Pernecký, malíř a architekt
- Emil Rajčan, vysokoškolský pedagog
- Emil Šípka, vysokoškolský pedagog, genealog, kronikář obce